# Landesarbeitsgemeinschaft Rock in Niedersachsen

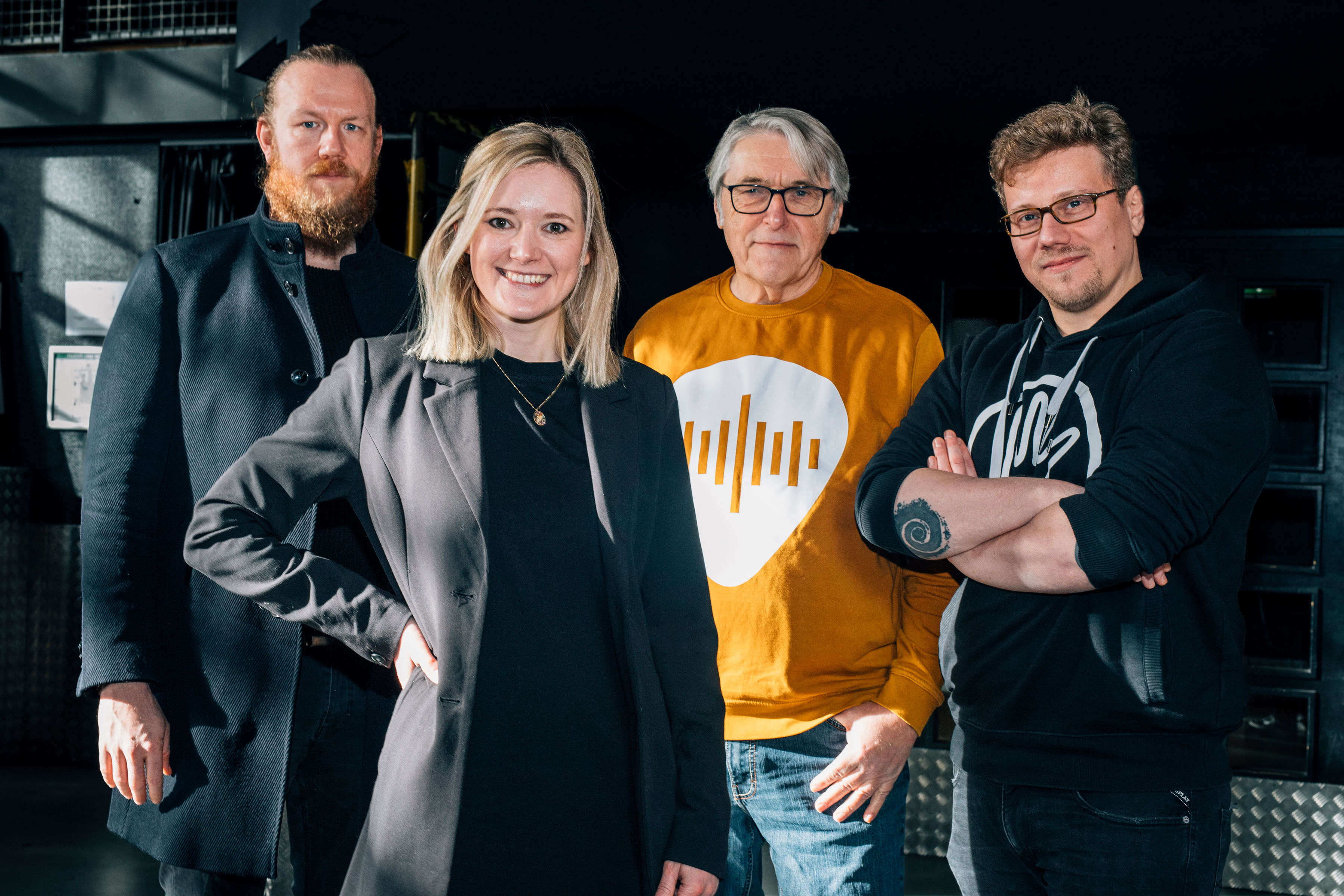
Der Vorstand der LAG Rock vlnr.: Henna Deutsch (Beisitzer), Julia Wartmann (Schatzmeisterin), Christian Serfati (2. Vorsitzender), Sascha Pelzel (1. Vorsitzender)

Die Landesarbeitsgemeinschaft Rock in Niedersachsen e. V. (kurz: LAG Rock) ist ein Zusammenschluss örtlicher Musikinitiativen, kommunaler Einrichtungen wie Jugend- und Kulturzentren oder Musikschulen sowie von Veranstaltern und Privatpersonen.
Der Dachverband für Musikinitiativen wurde 1989 gegründet und ist als gemeinnützig anerkannt. Die LAG Rock arbeitet stil- und spartenübergreifende im Bereich der Breiten- und Spitzenförderung und ermöglicht kulturelle Teilhabe für alle Generationen.
Die LAG Rock ist Mitglied im Bundesverband Popularmusik, im Landesmusikrat Niedersachsen, in der Landesvereinigung kulturelle Jugendbildung Niedersachsen, im Paritätischen Wohlfahrtsverband Niedersachsen, im Paritätischen Jugendwerk Niedersachsen und im Arbeitskreis der freien Kulturverbände.
Sie fördert die Popularmusik im Land Niedersachsen und unterstützt den Erfahrungsaustausch und die Zusammenarbeit mit und zwischen den örtlichen Einrichtungen. Seit dem 1. Januar 2014 wird die Landesarbeitsgemeinschaft Rock in Niedersachsen e. V. durch das Land Niedersachsen institutionell gefördert. Die Geschäftsstelle befindet sich im MusikZentrum Hannover.

## Ziele

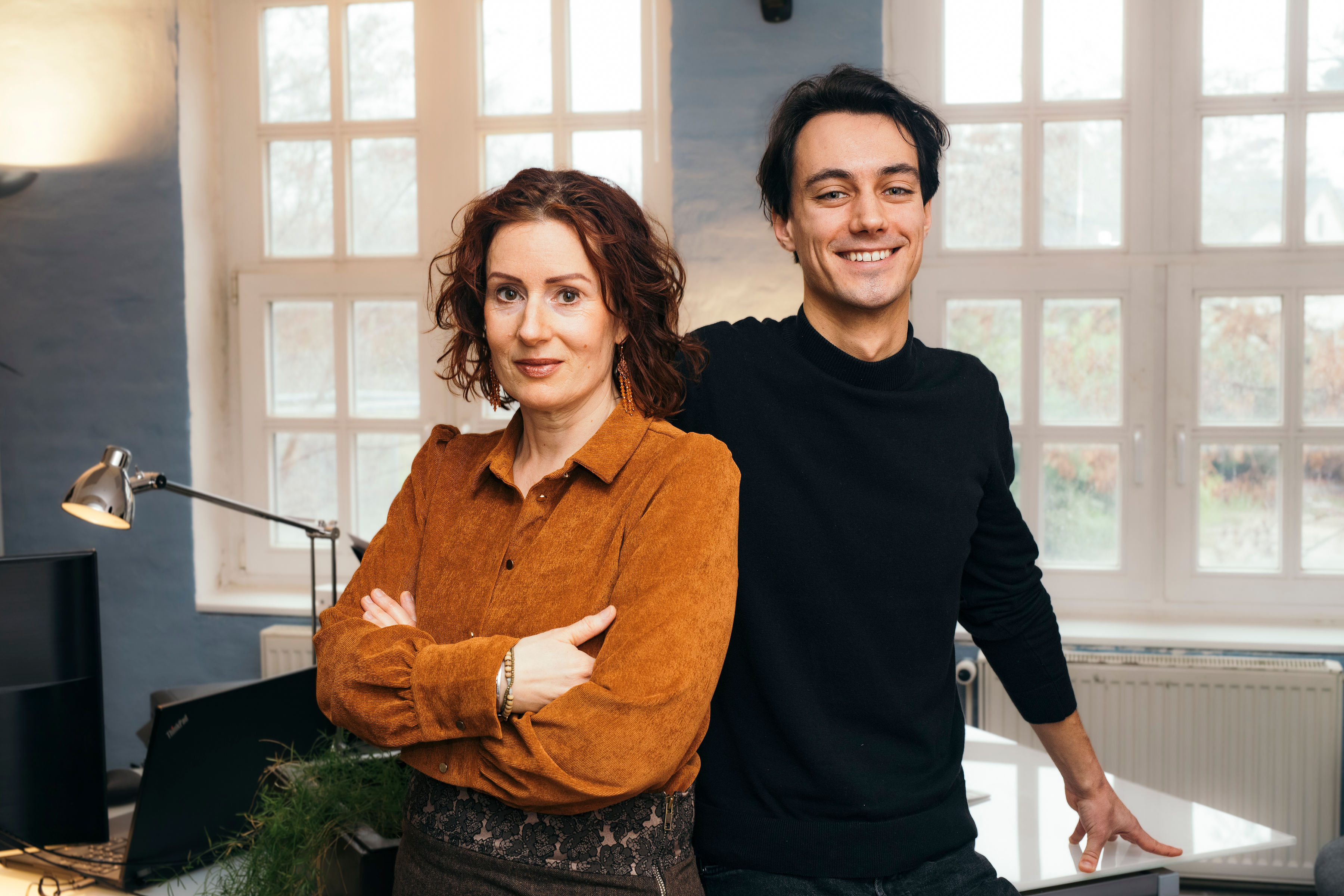
In der Geschäftsstelle kümmern sich Vera Lüdeck (Geschäftsführerin) und Christoph Kastrop (Projektmanager) um die landesweite Popularmusikförderung.

- Unterstützung von Nachwuchsbands und Musikern, insbesondere von Mädchen und Frauen und damit Förderung einer lebendigen und vielfältigen Musikszene: Schaffung von Auftrittsmöglichkeiten, Angebote der Weiterbildung und Plattformen zur Vernetzung mit Branchenexperten[8]

- Vernetzung, Förderung von Kooperationen und Unterstützung der Popularmusik - Akteuren und angrenzender Kreativwirtschaftsbereiche in ganz Niedersachsen[9]

- Förderung der kulturellen Teilhabe von besonderen Zielgruppen wie z. B. Schülern an Ober- und Förderschulen, Kindern und Jugendlichen in sozialen Brennpunkten, Senioren, demenziell veränderte Menschen, Menschen mit Behinderungen[10]

- Aktivierung des ländlichen Raums durch Implementierung von Projekten in strukturschwachen Bereichen

- Finanzielle und ideelle Förderung kleiner Kultureinrichtungen

- Planung und Initiierung von landesweit strahlenden Pilotprojekten auch im Hinblick auf Digitalisierung

- Sichtbarmachung der niedersächsischen Musikszene durch Verbreitung über Medien, Internet, Social Media[11]

## Auszeichnungen
Zweimal erhielt die LAG Rock den Förderpreis Musikvermittlung von Musikland Niedersachsen  und der Niedersächsischen Sparkassenstiftung  für die Projekte Back to school (2011) und Generation Rock (2017).

## Projekte

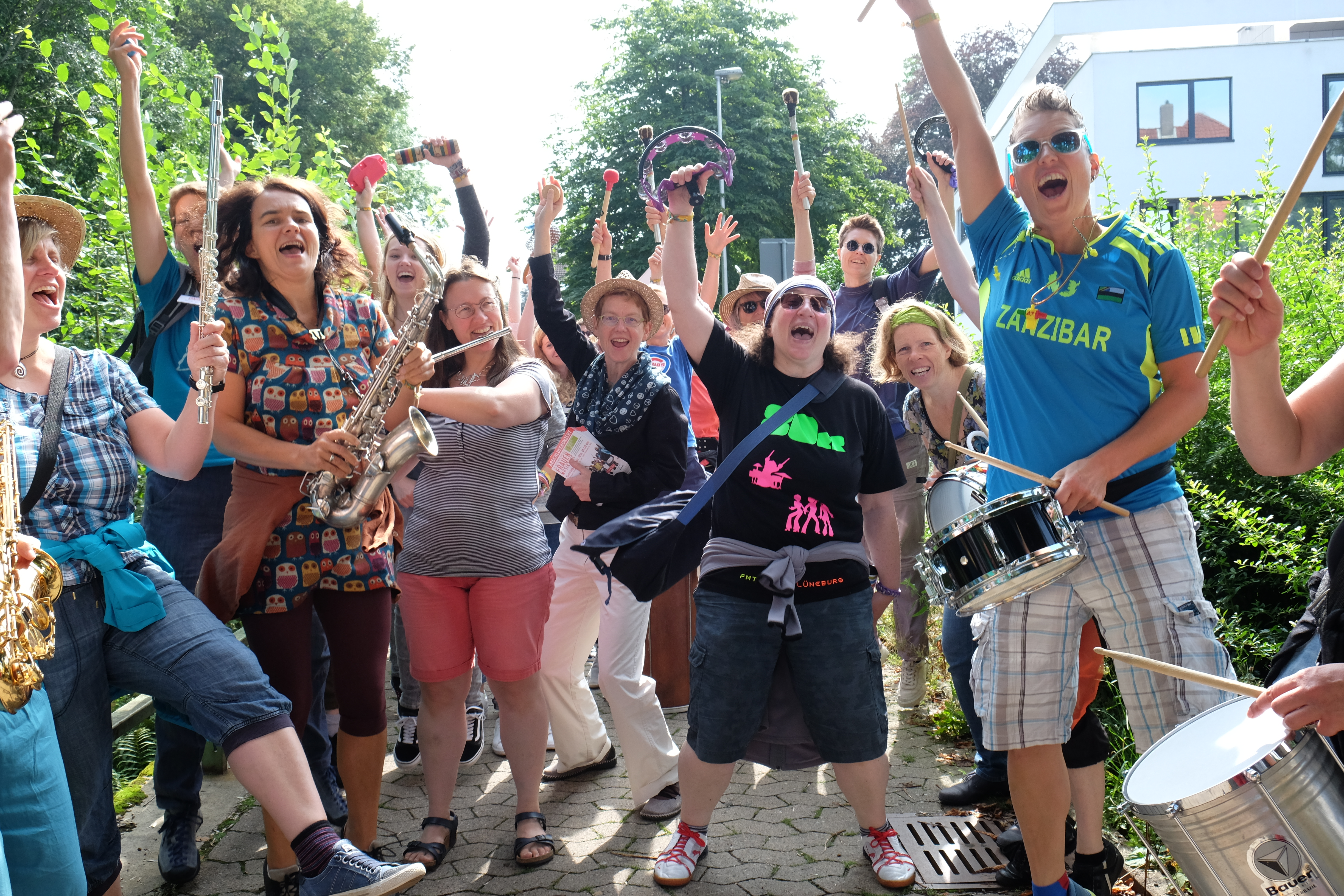
Niedersächsische Frauenmusiktage 2016

1991 – heute Niedersächsische Frauenmusiktage
Workshops, Sessions, Female Drum Parade und Abschlusskonzert: Einmal im Jahr machen zwischen 50 und 70 Frauen bei den Niedersächsischen Frauenmusiktagen vier Tage lang Musik.
1993 – 2004 Frauenmusikmobil
Das Frauenmusikmobil gründet und betreut Mädchen- und Frauenbands in ganz Niedersachsen. Unter anderem Anca Graterol engagiert sich als Dozentin für die Chancengleichheit von Mädchen in der Popularmusik.
2001 – heute Bandfactory Niedersachsen
Die Bandfactory Niedersachsen vernetzt sechs talentierte Bands und sechs Musikprofis im Rahmen eines Showcases und individueller Workshops. Musiker und andere Branchenexperten wie Jean Michel Tourette (Wir sind Helden), Kosho (Söhne Mannheims), Leo Schmidthals (Selig), Frank Itt, Jens Krause und Silke Super (MTV, VIVA, ZDF Kultur) unterstützen einmal im Jahr den musikalischen Nachwuchs.
2002 Fête de la Musique

Die LAG Rock veranstaltet Niedersachsens erste Fête de la Musique in drei Städten.
2004 – heute local heroes

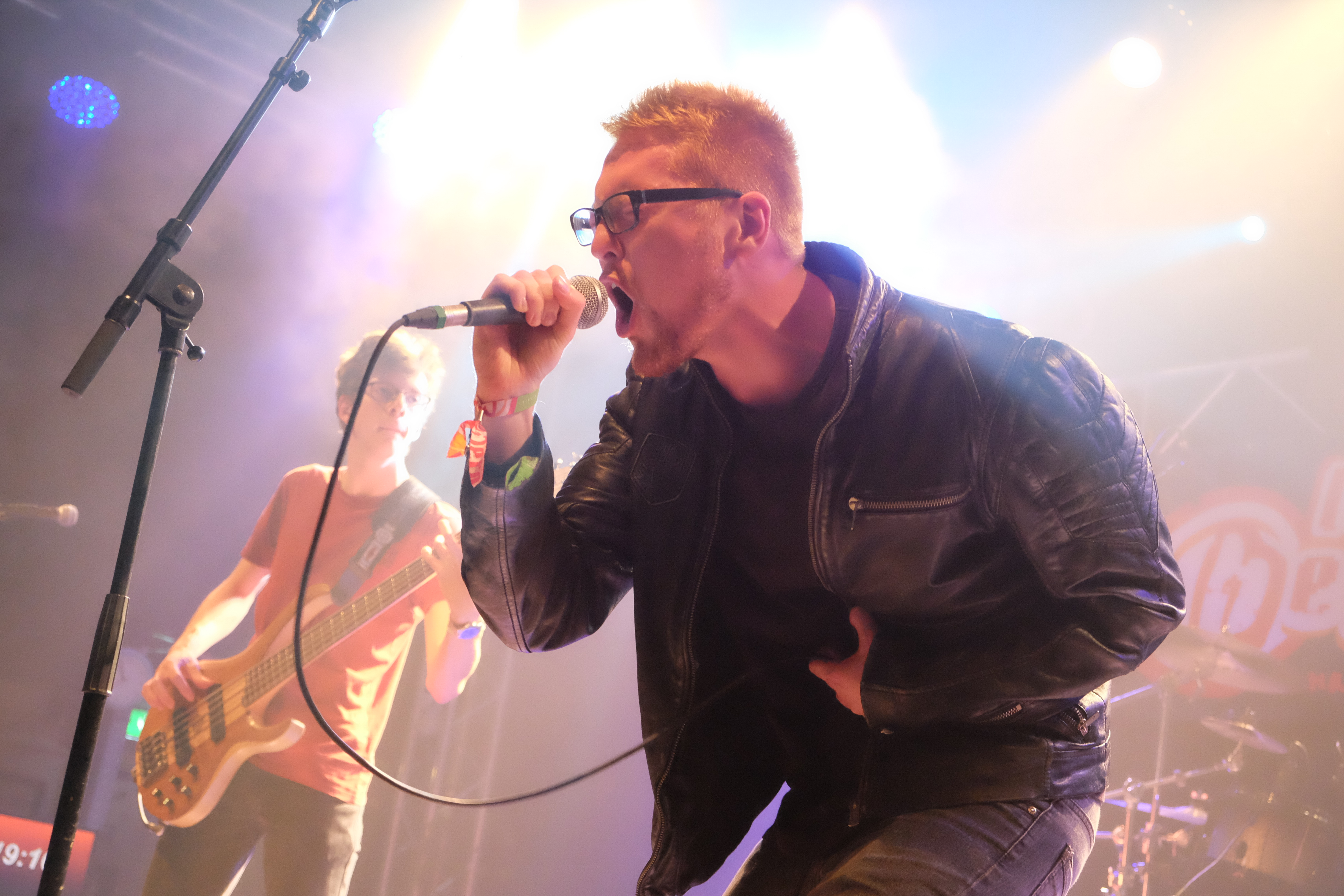
Die Band Write Zero beim Local Heroes 2018

Der bundesweite Wettbewerb local heroes wird für Niedersachsen von der LAG Rock ausgerichtet. 2007 gewann die niedersächsische Band Odeville aus Stade den Jurypreis von local heroes. Die Landessieger von local heroes Niedersachsen erspielten sich 2013, 2014, 2015 und 2017 den bundesweiten Publikumspreis.
2010 – heute PopMeeting Niedersachsen
Das PopMeeting Niedersachsen vernetzt alle drei Jahre Akteure aus ganz Niedersachsen.
2014 – 2017 Pop II Go
Die LAG Rock übernimmt die Niedersachsen-Leitung von Pop II Go, dem bundesweiten Förderprogramm für bildungsbenachteiligte Kinder und Jugendliche im Rahmen von Kultur macht stark, Bündnisse für Bildung des Bundesverbandes Popularmusik.
2016 – heute MädchenMusikCamp EMMA
Das MädchenMusikCamp EMMA bietet vier Tage lang Bandarbeit, Sessions und ein Abschlusskonzert.
2017 – heute popNDS
Gemeinsam mit dem Landesmusikrat, Landesmusikakademie, Musikland und Klubnetz gründet die LAG Rock  popNDS, eine Initiative, die sich um die Professionalisierung von Popularmusik kümmert. 2020 fanden digitale Qualifizierungsmaßnahmen statt. Über das Preisträgerprogramm [pop]fonds finanziert die LAG Rock acht Bands eine Musikproduktion.
2021 – 2024 MuTiG!
Im Rahmen von MuTiG! gehen Dozenten für Musik, Tanz und Theater an drei hannoversche Pflegeeinrichtungen und erarbeiten mit den Bewohnern ein gemeinsames Stück.